# Duftschichtpilzverwandte
Die Duftschichtpilzverwandten (Cystostereaceae) sind eine Familie innerhalb der Ordnung der Stielporlingsartigen (Polyporales). Ihre Fruchtkörper überziehen das Substrat schicht- oder krustenartig. Die Pilze leben überwiegend in der gemäßigten Zone und wachsen als Saprobionten auf verrottendem Holz. Die Typusgattung der Familie ist Cystostereum mit  Cystostereum murrayi als Typusart.

## Merkmale
Die Vertreter der Familie bilden einjährige oder ausdauernde, effuse oder pileate (hutbildend), häutige, holzartige oder krustenartige Fruchtkörper. Das Hymenium ist meist grau, ocker oder rosa gefärbt. Es kann glatt, warzig oder stachelig (odontioid) sein. Das Hyphensystem ist gewöhnlich dimitisch und an den Septen sind gewöhnlich Schnallen ausgebildet. Die Hyphen sind hyalin oder gefärbt, die Skeletthyphen zeigen keine Inkrustierung. Einige Arten haben dickwandige Hymenialzystiden. Die viersporigen Basidien sind mehr oder weniger urnenförmig oder schmal keulig und nicht verlängert. Die glatten Basidiosporen sind ellipsoid bis zylindrisch und lassen sich mit Jod nicht anfärben.

## Ökologie und Verbreitung
Die Familie ist besonders in der nördlich gemäßigten Klimazone weit verbreitet. Sie wachsen auf verrottendem Laub- und Nadelholz und haben wahrscheinlich alle eine saprobiontische Lebensweise.

## Systematik
Die Cystostereaceae werden traditionell in die Ordnung der Stielporlingsverwandten gestellt. Laut Karl-Henrik Larsson gehören zumindest die beiden Gattungen Cystidiodontia und Cystostereum zu den Champignonartigen (Agaricales) gehören.  Dies steht im Widerspruch zu Ergebnissen die zeigen, dass Cystostereum zur phlebioiden Abstammungslinie der Homobasidiomyceten gehört.

## Gattungen

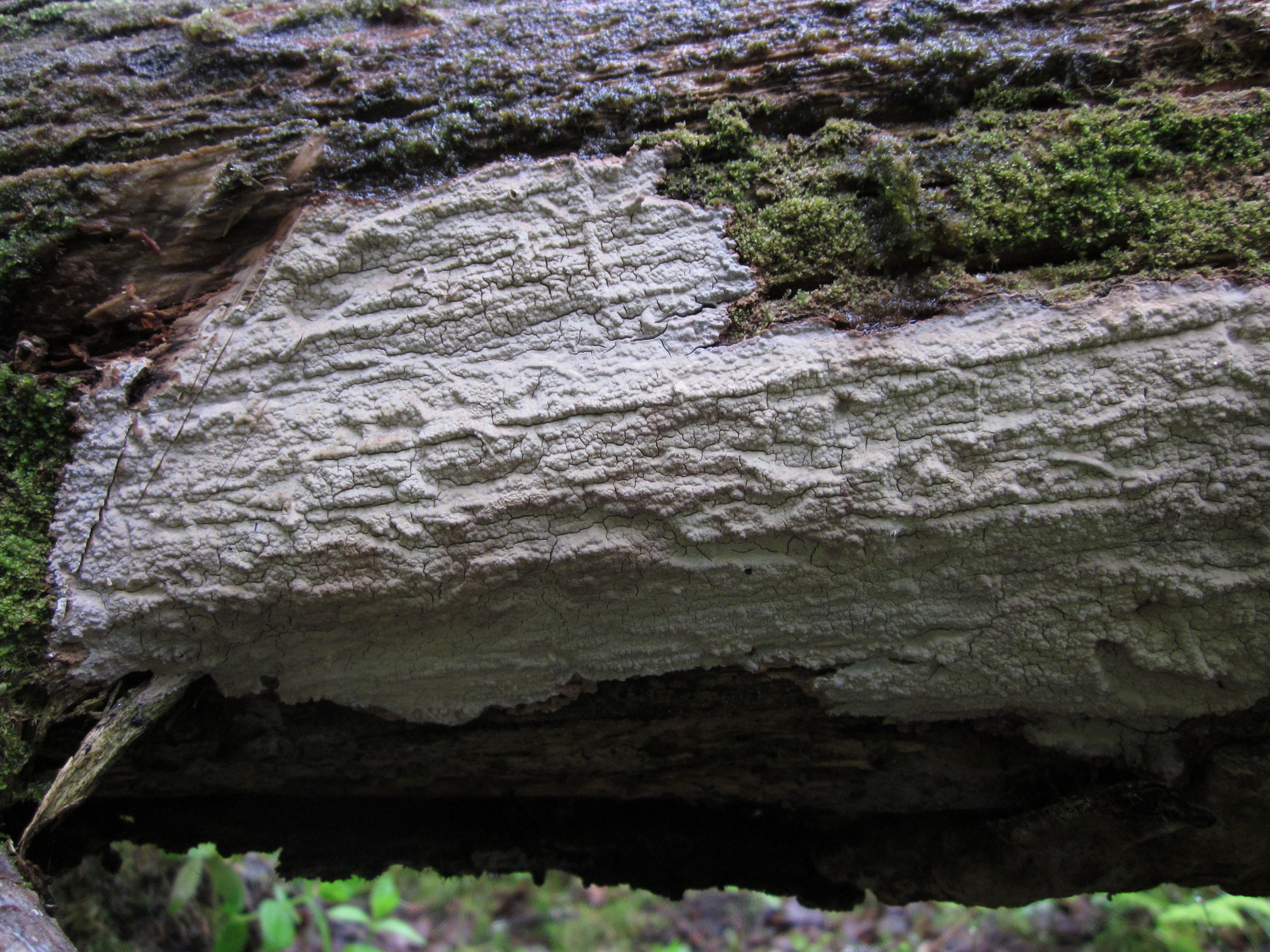
Cystostereum murrayi die Typusart der Gattung

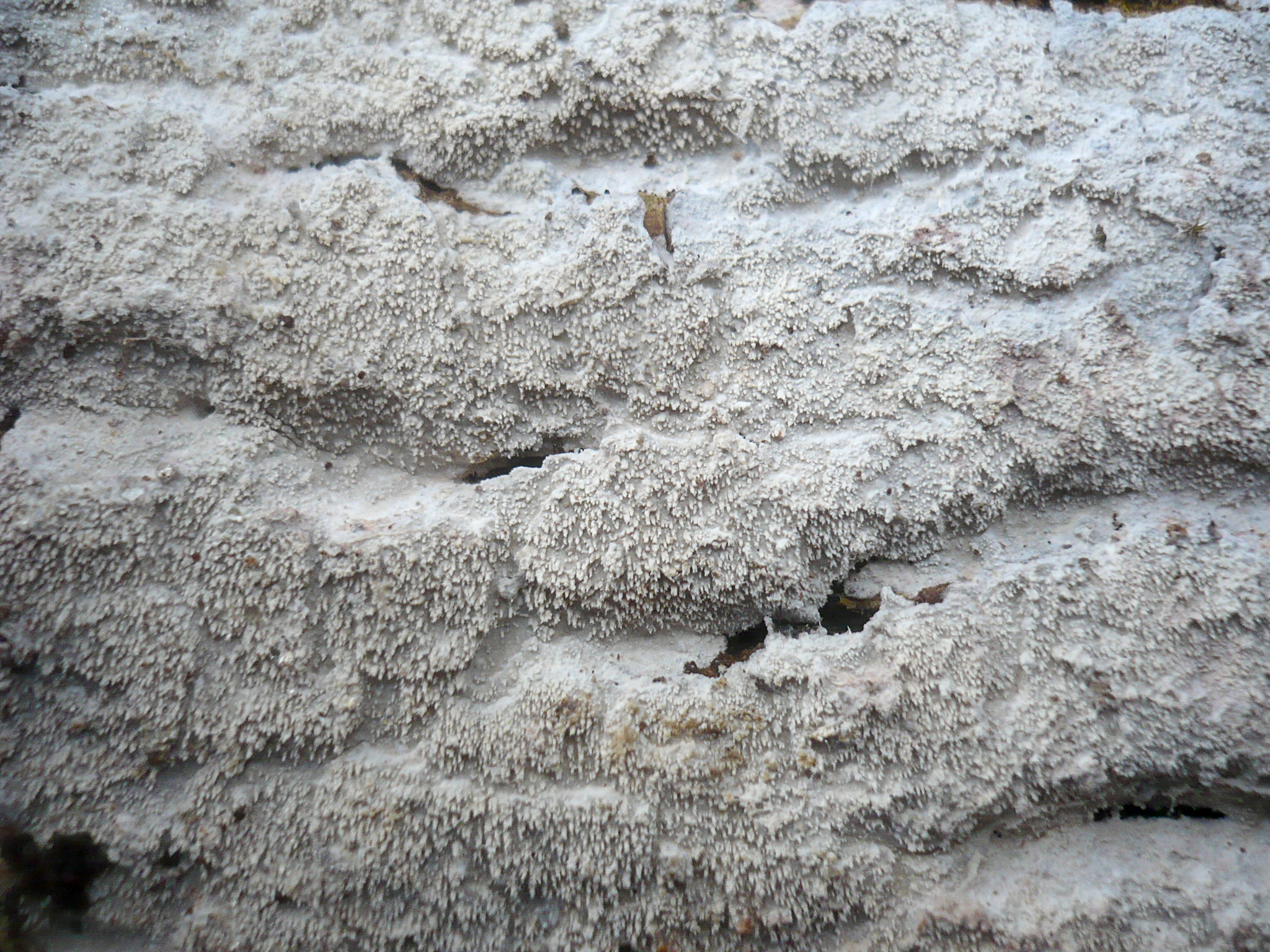
Crustomyces subabruptus die Typusart

Cystostereum
Die Gattung Cystostereum ist die Typusgattung der Duftschichtpilzverwandten und mit derzeit (Stand 2016) 7 Arten zugleich die artenreichste in der Familie. Sie ist gekennzeichnet durch das dimitische Hyphensystem und die zahlreichen Gloeozystiden. Von Crustomyces unterscheidet sie sich in erster Linie durch das Fehlen von Dendrohyphidien. Die Typusart ist Cystosterum murrayi Berk. & M.A. Curtis) Pouzar ( (Thelephora murrayi Berk. & M.A. Curtis)
Die resupinaten oder effusen oder halbresupinaten Fruchtkörper mit aufgebogenem Rand sind ausdauernd und überziehen das Substrat krustenartig. Das Hymenophor ist warzig bis odontioid (gezähnt) und mehr oder weniger weißlich. Rhizomorphe oder abziehende Hyphenstränge kommen nicht vor. Der Kontext ist hart und hat einen angenehmen Geruch. Die Pilze haben dickwandige faserartige Skeletthyphen und Schnallen tragende, stark verzweigte, hyaline generative Hyphen. Gloeocystiden oder gloeozystidioide Hyphen sind zahlreich vorhanden. Die viersporigen Basidien sind keulig und tragen eine basale Schnalle. Die ellipsoiden bis zylindrischen und dünnwandigen Basidiosporen sind glatt und lassen sich mit Jodreagenzien nicht anfärben. Die Pilze wachsen saprobiontisch auf Holz und erzeugen eine Weißfäule.
Cericium
Die monotypische Gattung ist gekennzeichnet durch die Bindehyphen und zahlreiche Zystiden mit gelber Inkrustierung. Die Gattung Amethicium, in die die Typusart Cericium luteoincrustatum zuvor gestellt wurde, ist oberflächlich betrachtet ähnlich, aber unterscheidet sich deutlich durch die violette Farbe und das Fehlen von Zystiden.
Crustomyces
Die Fruchtkörper sind wachsartig bis zäh und haften fest am Substrat an, das der Pilz schichtartig überzieht. Die Gattung ist gekennzeichnet durch ein blasses Hymenophor, das dimitische Hyphensystem, Gloeozystiden, Dendrohyphidien und glatte inamyloide Sporen. Die Lebensweise ist saprobiontisch. Die Gattung hat derzeit (Stand 2016) drei Arten.
Cystidiodontia
Cystidiodontia unterscheidet sich von der Gattung Cystostereum durch die dickwandigen Sporen, Dendrohyphidien und dextrinoide Hyphen. Die Gattung Crustomyces ist oberflächlich betrachtet sehr ähnlich, hat aber dünnwandige Sporen und keine dextrinoiden Hyphen. Die Gattung besitzt derzeit (Stand 2016) drei Arten. Die Typusart ist Cystidiodontia artocreas (Berk. & M.A. Curtis ex Cooke) Hjortstam (Basionym: Hydnum artocreas Berk.& Curt. ex Cooke)
Die krustenartigen Fruchtkörper wachsen resupinat, das Hymenophor ist höckerig (grandinioid), odontioid oder stachelig (hydnoid), das Hyphensystem dimitisch, die Skeletthyphen haben keine Schnallen. Die schnallentragenden Hyphen des Subhymeniums sind dünnwandig oder haben leicht verdickte Zellwände. Gloeozystiden, mit gelblichem Inhalt, sind in der Regel zahlreich. Sie lassen sich nicht mit Sulfobenzaldehyd anfärben. Dendrohyphidien können im Hymenium vorkommen oder fehlen. Die kleinen bis mittelgroßen, viersporigen Basidien sind fast keulig und mehr oder weniger eingeschnürt. Sie tragen eine basale Schnalle. Die fast kugeligen Basidiosporen sind mäßig dickwandig und mit 3 bis 4 × 2,5–3 µm ziemlich klein. Sie sind inamyloid, indextrinoid, aber schwach cyanophil.
Parvobasidium
Kennzeichen der Gattung Parvobasidium sind Gloeocystiden, die kleinen, keuligen Basidien und die glatten, inamyloiden Basidiosporen. Die resupinaten oder effusen Fruchtkörper überziehen das Substrat als häutiger Belag. Das Hymenophor ist glatt und cremefarben. Das Hyphensystem ist monomitisch, die Hyphen sind dünnwandig, hyalin und tragen an den Septen Schnallen. Neben den kleinen dünnwandigen Basidien, findet man keulige Gloeozystiden. Die Gattung enthält derzeit drei Arten (Stand 2016). Die Typusart ist Parvobasidium cretatum (Bourdot & Galzin) Jülich 
Parvodontia
Es handelt sich um eine monotypische Gattung. Der Holotypus von Parvodontia luteocystidia Hjortstam & Ryvarden wuchs auf Bambus und wurde in São Paulo (Brasilien) gesammelt. In Europa wurden diese Pilze noch nicht nachgewiesen. Sie besitzen resupinate Fruchtkörper, ein höckeriges (grandinioides) Hymenophor mit mehr oder weniger glatten Stacheln. Das Hyphensystem ist monomitisch, die Hyphen sind glatt, dünnwandig, mit Schnallen an allen Septen. Sulphovanillin-negative Zystiden sind zahlreich, sie können aus dem Hymenium herausragen oder eingebettet sein. Sie sind dünnwandig, und mit einem gelben Material inkrustiert. Die viersporigen Basidien sind gewunden, fast gestielt, dünnwandig und haben an ihrer Basis eine Schnalle. Die Sporen sind schmal ellipsoid, glatt, dünnwandig, inamyloid, indextrinoid und acyanophil.
Physodontia
Die Gattung wird heute in die Ordnung der Borstenscheiblingsartigen (Hymenochaetales) gestellt.

## Bedeutung
Die Vertreter der Duftschichtpilzverwandten sind weder als Schadpilz noch als Speisepilze von Bedeutung.